# Castillo de Tajarja (monumento)
No confundir con Castillo de Tajarja, la localidad a la que le da nombre
El castillo de Tajarja es una antigua fortaleza árabe que se encuentra en la localidad española del mismo nombre, provincia de Granada. Actualmente, el castillo es una placeta situada en el centro de la localidad que aloja una ermita y una serie de viviendas. 
De este pequeño castillo que al parecer disponía de planta trapezoidal, sólo se conservan visibles dos lienzos de muros, en los que se abren sendas puertas, formadas por arcos de herradura ligeramente apuntados, orientadas al Sureste y Oeste. Los mencionados muros se encuentran almenados, existiendo cinco merlones en cada uno de ellos.
Al Norte de la placeta que queda entre ambas, se encuentra la casa de los señores del lugar, incluida en el recinto de la fortaleza y cuyos muros Oeste y Norte debían corresponder con la muralla de la misma. En este último muro y para acceso a dicha casa, se abre otra puerta, con arco de ladrillo, que parece no ser original. En el interior de la casa y saliendo por encima de ella se aprecia un torreón de medianas proporciones que bien podría tratarse de la reconstrucción de una antigua torre de alquería, siendo los muros conservados parte de la albacara.
Los arcos han sido mutilados al cortárseles las impostas para el paso de vehículos. De igual modo, la altura de las jambas resulta pequeña al haberse subido el pavimento.